# HMS Speedy (1782)
.

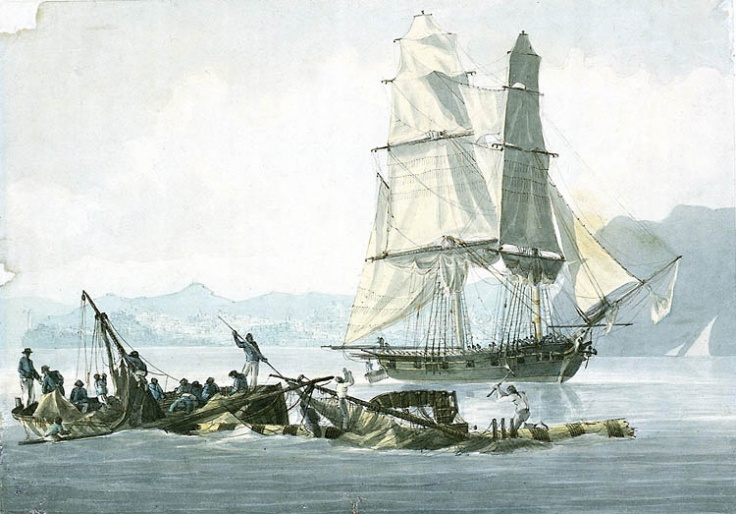
HMS Speedy.

HMS Speedy a fost un bric al Marinei Regale Britanice, înarmat cu 14 tunuri. Construit în ultimii ani ai Războiului de Independență al Statelor Unite ale Americii, el a servit cu distincție în timpul războaielor revoluționare franceze.